# Cebrennus mayri
Cebrennus mayri là một loài nhện trong họ Sparassidae.
Loài này thuộc chi Cebrennus. Cebrennus mayri được Peter Jäger miêu tả năm 2000.